# Journal intime
Journal intime è il primo album studio della cantante francese Aya Nakamura, pubblicato il 25 giugno 2017 dalla Rec. 118, Parlophone e Warner France.

## Tracce
1. Angela – 2:48
2. Oumou Sangaré – 3:14
3. Debout – 2:36
4. Karma – 3:06
5. Problèmes (feat. MHD) – 3:19
6. Réponds – 2:49
7. Brisé – 3:41
8. Fuego (feat. Dadju) – 3:46
9. Je n'ai pas besoin de toi – 3:05
10. Comportement – 2:53
11. Soirée parisienne (feat. Jizo) – 5:58
12. Jalousie (feat. Lartiste) – 3:00
13. Papys – 2:48
14. Si tu savais – 2:56
15. Orphelin (feat. KeBlack) – 3:35
16. Super-héros (feat. Gradur) – 3:34
17. Oublier – 3:31
18. J'ai mal part. 2 – 3:10
19. Moi – 2:35

## Classifiche

### Classifiche settimanali
| Classifica (2017) | Posizione massima |
| ----------------- | ----------------- |
| Belgio (Fiandre)  | 143               |
| Belgio (Vallonia) | 34                |
| Francia           | 6                 |

### Classifiche di fine anno
| Classifica (2017) | Posizione |
| ----------------- | --------- |
| Francia           | 133       |
| Classifica (2018) | Posizione |
| Francia           | 155       |